# Polskie Towarzystwo Prawa Antydyskryminacyjnego
Polskie Towarzystwo Prawa Antydyskryminacyjnego (PTPA) – ekspercka organizacja pozarządowa skupiająca prawników i prawniczki, specjalizująca się w przeciwdziałaniu dyskryminacji. Została powołana do życia 9 grudnia 2006. Współpracuje z siecią organizacji krajowych i zagranicznych. Celem stowarzyszenia jest popieranie rozwoju nauki prawa antydyskryminacyjnego, upowszechnianie wiedzy w tym zakresie oraz aktywne działanie na rzecz zwalczania dyskryminacji.
Stowarzyszenie prowadzi bezpłatną pomoc prawną dla osób zagrożonych dyskryminacją lub też doświadczających w swoim życiu nierównego traktowania, w szczególności w takich dziedzinach życia jak: dostęp do dóbr i usług, zatrudnienie, edukacja, dostęp do opieki zdrowotnej i zabezpieczenia społecznego, na przykład z powodu swojej rasy, płci, orientacji seksualnej, wieku czy też niepełnej sprawności.